# EtherCAT
EtherCAT (abréviation de l'anglais Ethernet for Control Automation Technology) est un bus de terrain.
Il a pour particularité d'être orienté temps réel tout en utilisant certaines couches physiques d'Ethernet, notamment 100BASE-T.